# 力石政法
力石 政法（りきいし まさのり、1994年6月10日 - ）は、日本のプロボクサー。三重県鈴鹿市出身。大橋ボクシングジム所属。元WBOアジアパシフィックスーパーフェザー級王者。元OPBF東洋太平洋スーパーフェザー級王者。
兄は元WBC・IBF世界ライトフライ級王者で、現IBF世界フライ王者の矢吹正道。かつてはLUSH緑ボクシングジムに所属していた。

## 来歴
幼いころに親にやらされてボクシングを始めるが、家庭環境が複雑だったこともあって、何度もボクシングから離れた。18歳の時にボクシングをやるため兄と上京したが、上京前に起こした事件で捕まり少年院に20歳まで2年間入った。出所後このままでは駄目だと思いボクシングと真剣に向き合おうと心に決めた。
2017年7月16日、刈谷市あいおいホールにて元韓国王者の李サヤを相手にスーパーフェザー級6回戦でプロデビュー戦を行い、3-0判定勝ちを収めプロデビュー戦を白星で飾った。
2018年4月30日、名古屋国際会議場で元日本フェザー級王者の坂晃典とライト級8回戦で対戦し、プロ初黒星となる2回2分15秒TKO負けを喫した。
2019年9月15日、刈谷市あいおいホールにてWBA世界スーパーフェザー級12位のフレディ・フォンセカと対戦し、8回3-0（78-72×2、80-71）で判定勝ちを収めた。
2021年12月16日、メルパルクホール大阪にて元OPBF東洋太平洋バンタム級王者ロリ・ガスカと対戦し、4回終了後にガスカが棄権したためTKO勝ちした。
2022年5月15日、墨田区総合体育館にて元WBOアジアパシフィックスーパーフェザー級王者でOPBF東洋太平洋同級3位の渡邉卓也と、OPBF東洋太平洋同級王座決定戦を行い、3-0（120-108×3）で判定勝ちし、王座を獲得した。
2022年8月14日、エディオンアリーナ大阪にて開催された「3150FIGHT vol.3」の但馬ミツロvsイ・ソンミンの前座でOPBF東洋太平洋スーパーフェザー級15位のトムジュン・マングバットと対戦し、4回2分45秒TKO勝ちし初防衛に成功した。
2022年10月22日、亀田興毅の手掛けるボクシング興行「3150FIGHT」と6試合の専属プロモート契約を結んだことを発表した。
2023年1月6日、エディオンアリーナ大阪にて開催された「3150FIGHT vol.4」の谷口将隆vsメルヴィン・エルサレムの前座で、WBOアジアパシフィックスーパーフェザー級王者木村吉光に挑戦し、5回2分52秒KO勝ちで王座獲得に成功した。
2023年8月17日、9月30日にウェールズにてIBF世界スーパーフェザー級王者ジョー・コルディナへの挑戦が内定していたが、諸事情により消滅したことが兄の矢吹正道により明かされた。
2024年3月22日、イタリアのコッレフェッロにてWBC世界スーパーフェザー級6位でWBC同級シルバー王者のマイケル・マグネッシとWBC世界同級挑戦者決定戦およびWBCシルバー同級タイトルマッチを行い、手数で圧倒されたこともあり4回と8回の公開採点ではジャッジ3者ともマグネッシを支持するなど劣勢となるも最終回で3度ダウンを奪い、レフェリーストップで逆転の12回2分34秒TKO勝ちを収めシルバー王座とWBC世界スーパーフェザー級王者のオシャキー・フォスターへの挑戦権獲得に成功した。試合の模様は日本では3150FIGHTの興行を配信するABEMAで日本語実況付きで生配信された。
2024年6月5日、3150FIGHTとの契約を解消したことを発表した。
2024年7月2日、LUSH緑ボクシングジムから大橋ボクシングジムへ移籍したことを発表した。なお、LUSH緑ジムとは円満移籍のため、今後も普段は名古屋に在住してLUSH緑ジムで練習し、試合が決まれば横浜に滞在して大橋ジムで練習する形になる。
2024年10月17日、後楽園ホールで開催の「フェニックスバトル123」で大橋ジム移籍初戦としてフィリピンフェザー級王者のアルネル・バコナヘと対戦し、左ボディーアッパーで2回2分38秒KO勝ちを収めた。
2025年2月3日、IBFはIBF世界スーパーフェザー級1位のエドゥアルド・ヌニェスと同級3位の力石に対してIBF前王者アンソニー・カカーチェの王座返上に伴うIBF世界同級王座決定戦を指令した。交渉期間は3月2日までで、合意に至らなかった場合は入札となる。米ボクシング専門メディアのボクシングシーンによると、カカーチェが王座を返上した同年1月31日に対戦指令が出されたという。2025年5月28日、ヌニェスと対戦し、判定0-3で敗れ、王座獲得ならず。

## 戦績
- アマチュアボクシング：30戦 25勝 (15KO・RSC) 5敗
- プロボクシング：17戦 15勝 (10KO) 2敗

| 戦           | 日付           | 勝敗 | 時間     | 内容    | 対戦相手                   | 国籍         | 備考                                                                                |
| ------------ | -------------- | ---- | -------- | ------- | -------------------------- | ------------ | ----------------------------------------------------------------------------------- |
| 1            | 2017年7月16日  | ☆    | 6R       | 判定3-0 | 李サヤ                     | 韓国         | プロデビュー戦                                                                      |
| 2            | 2017年11月26日 | ☆    | 3R 0:31  | TKO     | 谷本涼（広拳）             | 日本         |                                                                                     |
| 3            | 2018年4月30日  | ★    | 2R 2:15  | TKO     | 坂晃典（仲里）             | 日本         |                                                                                     |
| 4            | 2018年8月10日  | ☆    | 2R 2:47  | TKO     | エギー・ロッツエン         | インドネシア |                                                                                     |
| 5            | 2018年12月2日  | ☆    | 5R 2:41  | TKO     | 前田絃希（グリーンツダ）   | 日本         |                                                                                     |
| 6            | 2019年3月17日  | ☆    | 8R       | 判定3-0 | 岩原慶（本多）             | 日本         |                                                                                     |
| 7            | 2019年7月23日  | ☆    | 5R 終了  | TKO     | 山口祥吾（唯心）           | 日本         |                                                                                     |
| 8            | 2019年9月15日  | ☆    | 8R       | 判定3-0 | フレディ・フォンセカ       | ニカラグア   |                                                                                     |
| 9            | 2020年8月19日  | ☆    | 8R       | 判定3-0 | 粕谷雄一郎（角海老宝石）   | 日本         |                                                                                     |
| 10           | 2020年11月1日  | ☆    | 3R 1:25  | TKO     | それいけ太一（湘南山神）   | 日本         |                                                                                     |
| 11           | 2021年12月16日 | ☆    | 4R 終了  | TKO     | ロリ・ガスカ（陽光アダチ） | フィリピン   |                                                                                     |
| 12           | 2022年5月15日  | ☆    | 12R      | 判定3-0 | 渡邉卓也（DANGAN AOKI）    | 日本         | OPBF東洋太平洋スーパーフェザー級王座決定戦                                          |
| 13           | 2022年8月14日  | ☆    | 4R 2:45  | TKO     | トムジュン・マングバット   | フィリピン   | OPBF防衛1                                                                           |
| 14           | 2023年1月14日  | ☆    | 5R 2:52  | TKO     | 木村吉光（志成）           | 日本         | WBOアジア太平洋スーパーフェザー級タイトルマッチ                                     |
| 15           | 2023年6月10日  | ☆    | 3R 2:16  | KO      | リカルド・ヌニェス         | パナマ       |                                                                                     |
| 16           | 2024年3月22日  | ☆    | 12R 2:34 | TKO     | マイケル・マグネッシ       | イタリア     | WBC世界スーパーフェザー級挑戦者決定戦 WBCシルバー・スーパーフェザー級タイトルマッチ |
| 17           | 2024年10月17日 | ☆    | 2R 2:38  | KO      | アルネル・バコナヘ         | フィリピン   |                                                                                     |
| 18           | 2025年5月28日  | ★    | 12R      | 判定0-3 | エドゥアルド・ヌニェス     | メキシコ     | IBF世界スーパーフェザー級王座決定戦                                                 |
| テンプレート |                |      |          |         |                            |              |                                                                                     |

## 獲得タイトル
- OPBF東洋太平洋スーパーフェザー級王座（防衛1=返上）
- WBOアジアパシフィックスーパーフェザー級王座（防衛0=返上）
- WBCスーパーフェザー級シルバー王座